# Tomasz Nawrocki (socjolog)
Tomasz Nawrocki (ur. 16 grudnia 1959 w Bielsku-Białej) – polski socjolog, doktor habilitowany nauk społecznych. Profesor nadzwyczajny i dyrektor Instytutu Socjologii Uniwersytetu Śląskiego. Specjalizuje się w socjologii miasta i funkcjonowaniu przestrzeni publicznych.

## Życiorys
Syn Witolda Nawrockiego oraz Marii Nawrockiej z domu Pajda. Dyplom magistra socjologii uzyskał na Wydziale Nauk Społecznych Uniwersytetu Śląskiego w Katowicach w 1983. Doktoryzował się na tym samym wydziale w 1992 na podstawie pracy pt. Władza lokalna jako czynnik integracji społecznej ludności Śląska Opolskiego. Habilitował się w 2010 na podstawie oceny dorobku naukowego i monografii Trwanie i zmiana lokalnej społeczności górniczej na Górnym Śląsku na przykładzie Murcek.
Pracuje jako profesor nadzwyczajny w Instytucie Socjologii Wydziału Nauk Społecznych Uniwersytetu Śląskiego, którego od 2016 jest dyrektorem. Prowadzi zajęcia m.in. z teorii rozwoju społecznego, socjologii makrostruktur społecznych oraz polityki miejskiej. W ramach Kolegium Indywidualnych Studiów Międzyobszarowych Uniwersytetu Śląskiego pełni funkcję koordynatora ds. studentów.
Prowadzi badania nad miastami śląskimi. Jego zainteresowania badawcze dotyczą przede wszystkim funkcjonowania przestrzeni publicznych. Autor i współautor książek oraz artykułów poświęconych przede wszystkim tematyce miejskiej i regionalnej.